# Съкровище от Мала Перешчепина
Съкровището от Мала Перешчепина или Перешчепинското съкровище е най-значимото прабългарско съкровище и едно от двете (наред с Нагисентмиклошкото) извън съвременното българско землище. Значението му се определя от факта, че в съкровището е дешифриран мечът на Кубрат с дължина 94 см. Изработен е в Източната Римска империя, и е подарък от император Ираклий на зет му от 30-те години на 7 век.

## История на откритието
Съкровището е открито на 29 май 1912 г. от десетгодишното пастирче Фьодор Деркач, което информира родителите си, че е открило злато в степта. Мълниеносно мълвата за несметното богатство се разчула из украинското село Мала Перешчепина на брега на река Ворскла, и на 13 километра от Полтава в Запорожието. Незабавно селяните хукнали към реката с кирки, мотики и брадви и набързо всеки дом в селото се сдобил с поне по 1 ценен предмет.
Селският учител Виктор Парихин запазил самообладание на духа и трезв разум, впрегнал каручката си, и в бърз галоп стигнал Полтава, където незабавно информирал властите (градския съвет) и уредниците в градския музей за откритото съкровище и за разпиляването му по селските къщи. От Полтавския музей незабавно сигнализирали археологическата комисия в столицата Петербург за намереното съкровище край село Малая Перешчепина. Оттам заедно с полиция изпращат археолога Зарецкий, който е полтавчанин и работи за Ермитажа да събере разпиляното по селските къщи съкровище.
Археологът с полиция успява да събере и опише близо 800 предмета, сред които сервиз с 11 златни чаши, още 16 златни и 19 сребърни съда за бита, 500 грамова и по-малки токи за колани, огърлица с изумруди, ритон, 7 пръстена, 230 златни слитъка, 70 византийски монети и редица други предмети, сред които костен гребен за коса и шахматна фигура на кон. Общото тегло на описаните предмети от съкровището днес е 25 кг злато и 50 кг сребро.
- Находки от съкровището от Мала Перешчепина (копия)
- Златна каничка
- Златна чаша
- Един от пръстените с монограм
- Малка тока за колан

Редица изследователи са на мнение, че част от него останала заровена край Мала Перешчепина, а друга е изложена в Полтавския музей, но по време на Втората световна война я отнася специализирана група под ръководството на главния културен експерт на Райха Алфред Розенберг (който явно много добре е знаел за стойността на находката) и днес съдбата на тази друга част от съкровището е неизвестна.

## В Ермитажа
Съкровището е изложено в експозиция на Ермитажа, озаглавена „Великото преселение на народите“. Съвременни изследвания показват много интересни резултати – че в него има предмети от Византия и артефакти с произход от земите на днешна Гърция, Иран, Индия, Китай, евразийските степи, а така също то съдържа и предмети с мотиви на викингите, дори сцени от Кама Сутра.